# Le Dernier Testament
Pour plus de détails, voir Fiche technique et Distribution.
Le Dernier Testament (Testament) est un film dramatique américain coproduit et réalisé par Lynne Littman, sorti en 1983. Il s'agit de l'adaptation de la nouvelle homonyme de Carol Amen (1934-1987).

## Synopsis
Une guerre nucléaire surprend les habitants d'une petite ville de la région de la baie de San Francisco. Bien que la ville soit intacte, les radiations font beaucoup de victimes et les survivants tentent de faire face à ce désastre.

## Fiche technique
- Titre original : Testament
- Titre français : Le Dernier Testament
- Réalisation : Lynne Littman
- Scénario : John Sacret Young, d'après la nouvelle homonyme de Carol Amen
- Musique : James Horner
- Direction artistique : Linda Pearl
- Décors : David Nichols
- Costumes : Julie Weiss
- Photographie : Steven Poster
- Montage : Suzanne Pettit
- Production : Jonathan Bernstein et Lynne Littman
- Sociétés de production : Entertainment Events ; Paramount Pictures (coproduction), American Playhouse (production associée)
- Société de distribution : Paramount Pictures
- Pays d'origine :  États-Unis
- Langue originale : anglais
- Format : couleur - 1,85:1 - Mono
- Genre : drame, science-fiction
- Durée : 90 minutes
- Dates de sortie :
- États-Unis : 4 novembre 1983
- France : 13 juin 1984
- Affiche : Jouineau Bourduge (France)

## Distribution
- Jane Alexander (VF : Béatrice Delfe) : Carol Wetherly
- William Devane (VF : Jacques Richard) : Tom Wetherly
- Rossie Harris (en) (VF : Thierry Bourdon) : Brad Wetherly
- Roxana Zal (VF : Dorothée Jemma) : Mary Liz Wetherly
- Lukas Haas : Scottie Wetherly
- Philip Anglim (VF : Jean Houbé) : Father Hollis Mann
- Lilia Skala : Fania Morse
- Leon Ames (VF : Philippe Dumat) : Henry Abhart
- Rebecca De Mornay (VF : Chris Verger) : Cathy Pitkin
- Kevin Costner (VF : Jean Barney) : Phil Pitkin
- Mako (VF : Marc de Georgi) : Mike
- Wayne Heffley (VF : William Sabatier) : le chef de la Police
- Gerry Murillo (VF : Jackie Berger) : Hiroshi

## À noter
- Le tournage a lieu dans la ville de Sierra Madre (Californie), une communauté de banlieue de Los Angeles située dans la vallée de San Gabriel[2].